# Kreishaus (Siegburg)

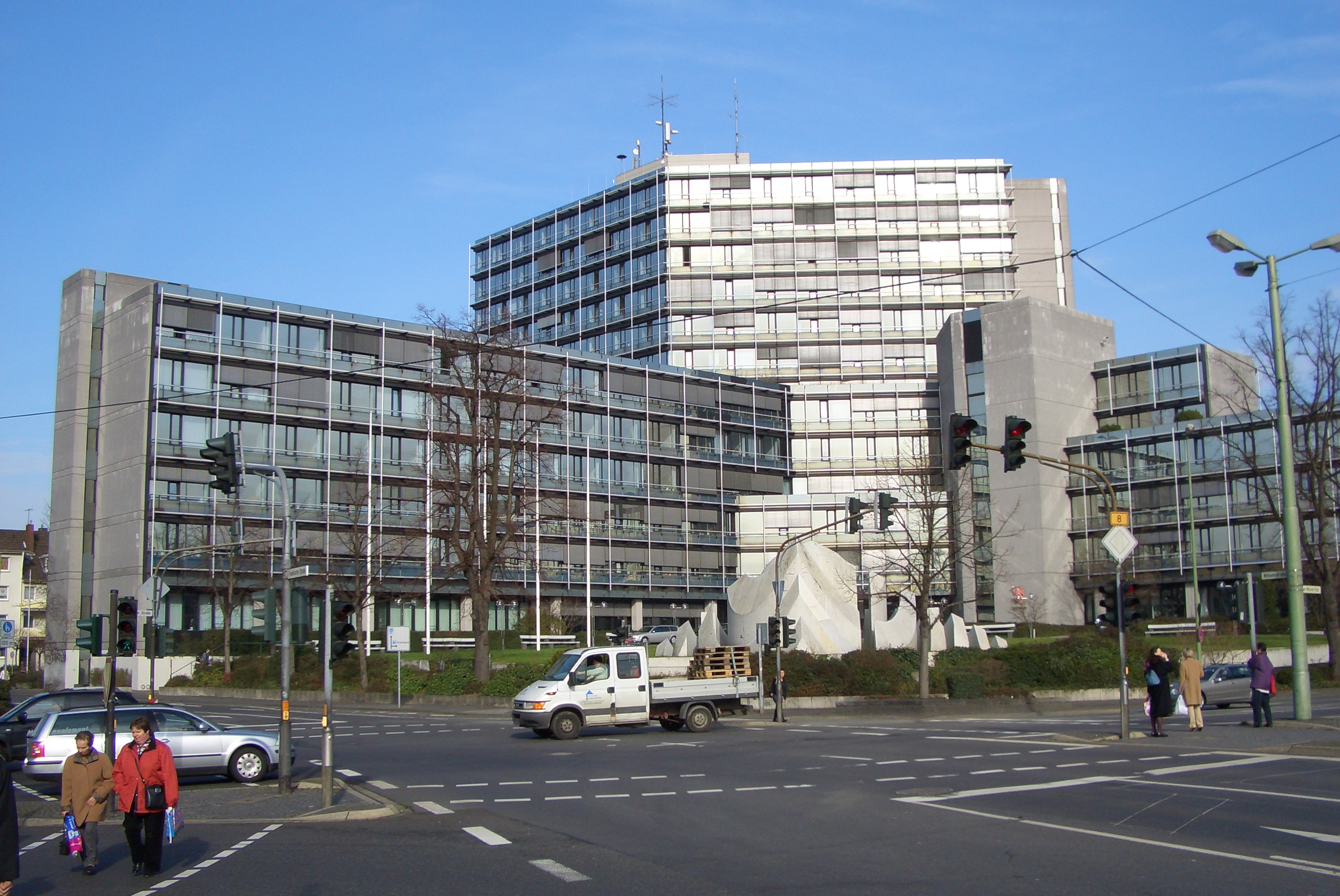
Kreishaus (2007)

Das Kreishaus in Siegburg ist Sitz der Kreisverwaltung des nordrhein-westfälischen Rhein-Sieg-Kreises. Das Gebäude wurde in zwei Bauabschnitten von 1974 bis 1981 errichtet.

## Lage
Das Kreishaus liegt am Eingang der Stadt an der Nordseite des Kaiser-Wilhelm-Platzes (Hausnummer 1), der Kreuzung von Mühlenstraße und Wilhelmstraße. Nördlich schließt sich der Siegburger Mühlengraben an, über den Fußgängerbrücken führen.

## Geschichte

Ehemaliges Landratsamt in Siegburg (1907)

Nach der Erweiterung des Siegkreises um den Landkreis Bonn zum Rhein-Sieg-Kreis im Zuge der kommunalen Neugliederung des Raumes Bonn am 1. August 1969 begannen die Planungen für den Bau eines neuen Kreishauses an der Stelle des bisherigen Landratsamts bzw. Kreishauses. Den Auftrag für den Entwurf des Neubaus erhielt spätestens 1973 der Bonner Architekt Ernst van Dorp. Nach Abriss des bestehenden Kreishauses wurde 1974 mit dem Bau begonnen, der angrenzend an das bereits zuvor fünfgeschossig in Plattenbauweise errichtete Gesundheitsamt gemeinsam mit dem ebenfalls von van Dorp geplanten Parkhaus Garagenhügel entstand. 1978 war der erste, 1981 der zweite Bauabschnitt bei Kosten von insgesamt 94 Millionen D-Mark fertiggestellt. Im Zusammenhang mit dem Bau des Kreishauses wurde bis 1982 nach Plänen des von dem Bonner Gartenarchitekten Heinrich Raderschall geführten Architekturbüros eine Parkanlage fertiggestellt, die den Bau zur Stadt vermitteln soll.
Seit den 1970er Jahren erwarb der Rhein-Sieg-Kreis bis 1988 schrittweise die Häuser und Grundstücke an der Mühlenstraße zwischen Kreishaus und Mühlengraben und nutzte sie teilweise als zusätzlichen Büroraum. Von 2002 bis 2004 entstand in diesem Bereich unter Abriss der bisherigen Bebauung ein aus zwei Gebäudeflügeln bestehendes Büro-, Wohn- und Geschäftshaus („Mühlenviertel“), dessen Hauptnutzer mit Erbbaurecht die Kreisverwaltung – ursprünglich mit dem Zweckverband „Gesellschaft für kommunale Datenverarbeitung“ und dem „Amt für psychologische Beratungsdienste“ – ist. Anschließend zog das Gesundheitsamt in die freigewordenen Räume im Kreishaus um, das bisherige Gebäude wurde 2004/05 abgerissen. Seit Juli 2014 wird das Kreishaus, insbesondere zur Erfüllung von Brandschutzauflagen, in neun Bauabschnitten erstmals einer umfassenden, voraussichtlich bis Mai 2021 dauernden Sanierung für 51 Millionen Euro unterzogen. Derzeit (Stand: 2014) arbeiten im Kreishaus rund 1100 Mitarbeiter der Kreisverwaltung in rund 600 Büros.

## Architektur
Das Kreishaus ist ein in der Höhe gestaffelter Gebäudekomplex, der in seinem Zentrum bis zu zwölf Geschosse umfasst und sich in den niedrigeren Trakten an der umliegenden Bebauung orientiert. Die einzelnen Gebäudeflügel stehen in einem 45°-Winkel zueinander. Vor dem Gebäude befindet sich eine am 9. Juli 1982 als Kunst am Bau aufgestellte Betonplastik (Tetraeder/Pyramide) des Hennefer Bildhauers Leo Müllenholz (1921–2009), die ein Sinnbild des Kreises mit seinen 19 Teilen – den kreisangehörigen Städten und Gemeinden – sein soll. Sie wird im Volksmund als Panzersperre bezeichnet.

## Rundfunksender
Auf dem Dach des Kreishaus Siegburg befindet sich eine Sendeantenne zur Verbreitung des Programms von Radio Bonn/Rhein-Sieg auf der UKW-Frequenz 91,2 MHz mit 200 Watt ERP.